# Eugen Steigleder

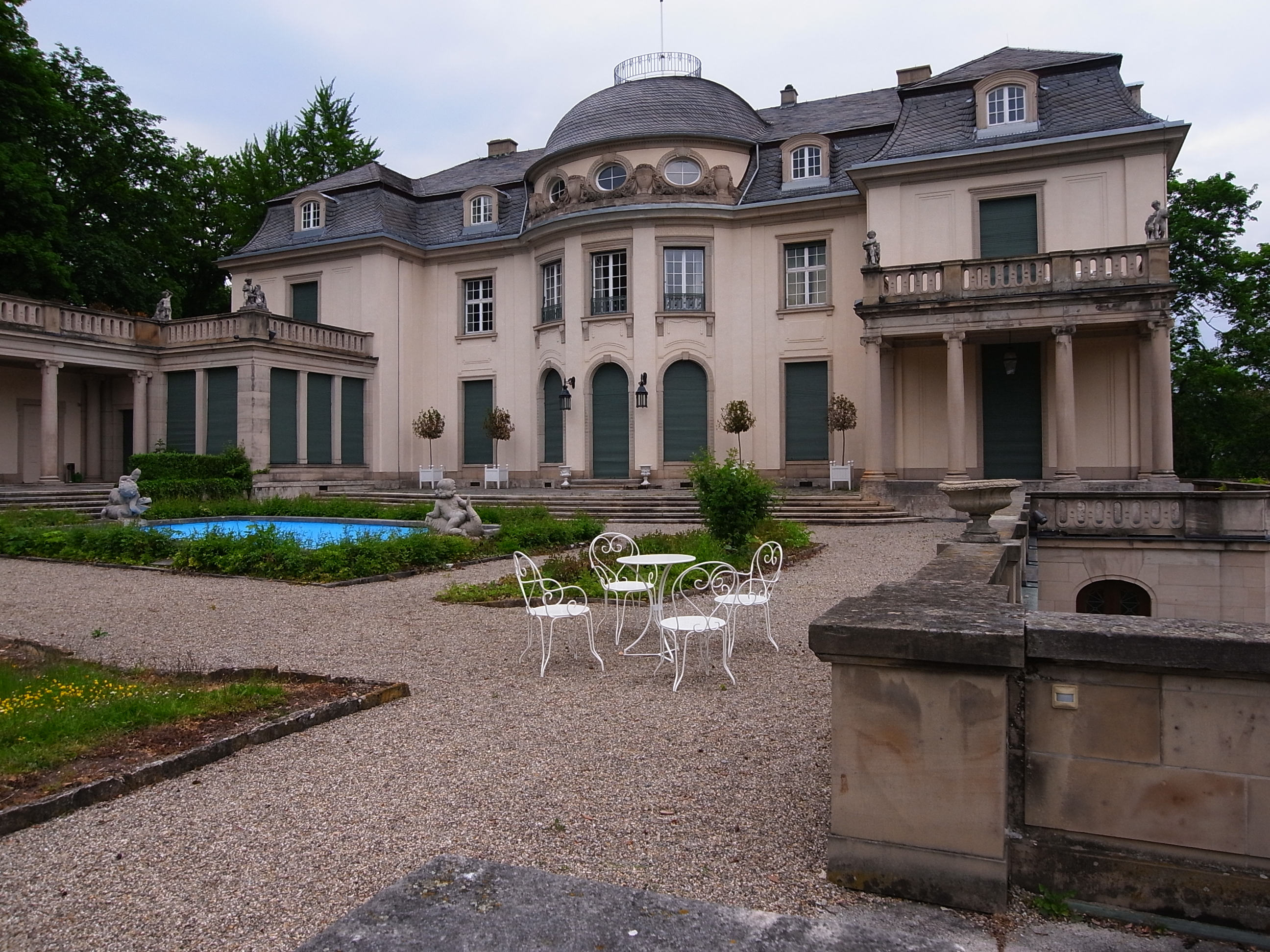
Repräsentative Westansicht der Villa Gemmingen

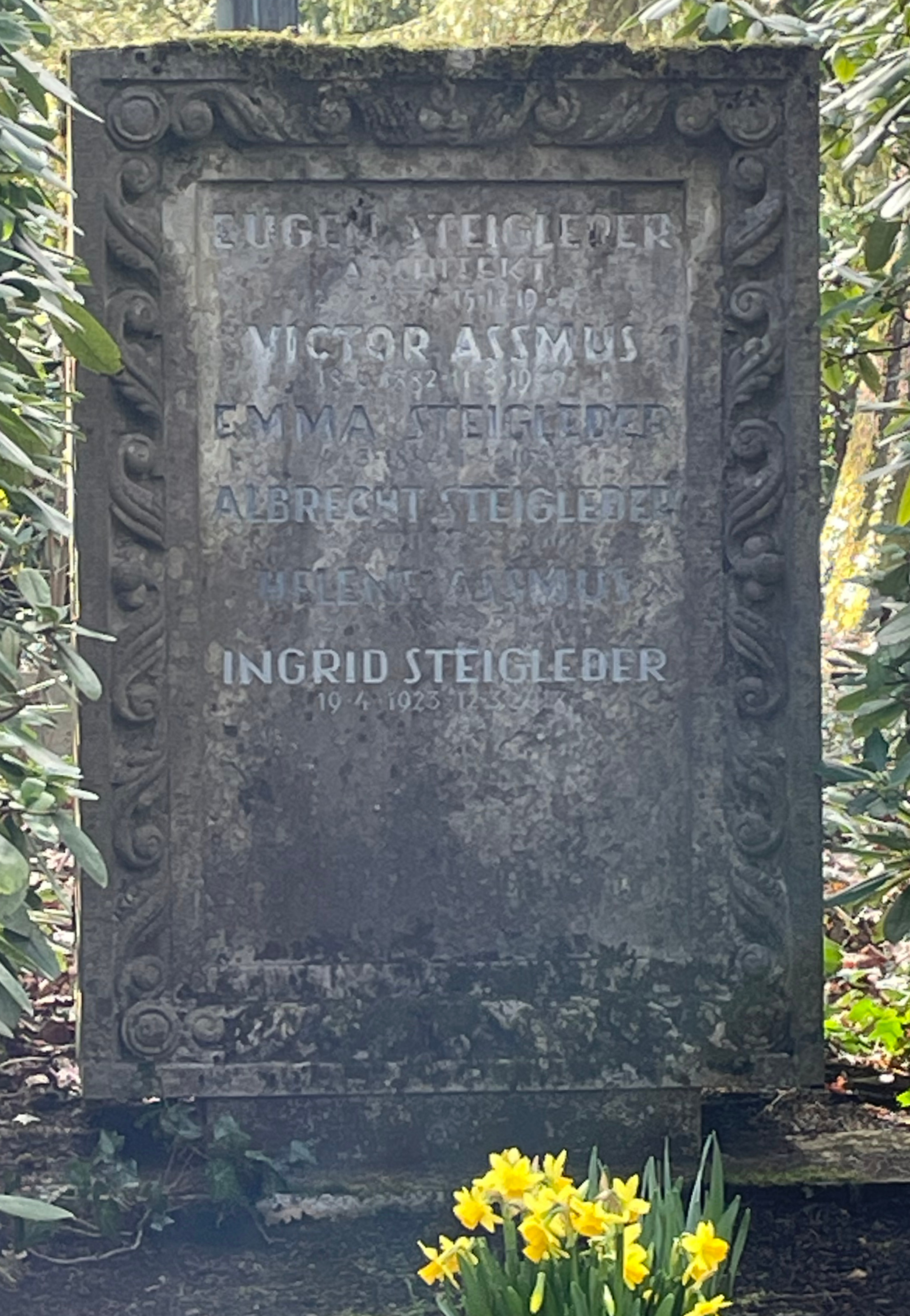
Familiengrab von Eugen Steigleder auf dem Waldfriedhof Stuttgart, Abteilung 09 h

Eugen Steigleder (* 26. Juli 1876 in Stuttgart; † 15. Dezember 1941 ebenda) war ein deutscher Architekt.

## Leben
Steigleder lernte bei Heinrich Dolmetsch, L. Rauscher und Carl Walter. Zwischen 1906 und 1913 arbeitete er in Sozietät mit Albert Eitel. Nach gemeinsamen Entwürfen entstanden eine Reihe interessanter Villen in exponierten Lagen Stuttgarts, so z. B. in der Humboldtstraße, der Haußmannstraße oder der Gerokstraße, daneben in der Hasenbergsteige, der Fraasstraße und der Hillerstraße.
Bedeutende Bauten, die aus der Zusammenarbeit mit Albert Eitel hervorgingen, sind das 1909 als privates Theater für die Stuttgarter Theaterbau AG errichtete Alte Schauspielhaus in Stuttgart oder der „Charlottenbau“ des Stuttgarter Karl-Olga-Krankenhauses beziehungsweise die 1910–1911 errichtete Villa Gemmingen.
1913 oder 1914 trennten sich Eitel und Steigleder, Steigleder behielt das Büro unter der alten Adresse bei und firmierte nunmehr als Büro für Architektur und Kunstgewerbe. Nach seinen Entwürfen wurde 1919–1920 die Siedlung Rotenbergstraße gebaut.